# Obervogelgesang
Obervogelgesang je vesnice, místní část velkého okresního města Pirna v německé spolkové zemi Sasko. Nachází se v zemském okrese Saské Švýcarsko-Východní Krušné hory a má 80 obyvatel.

## Historie
Vesnice Obervogelgesang byla založena v první polovině 16. století. První písemná zmínka pochází z roku 1539, kdy je zmiňována jako Konigsnase (odkaz na polohu pod skálou Königsnase). Roku 1548 je již uváděna jako Vogelgesang a v roce 1651 prvně jako Ober Vogelgesang. Roku 1974 se stala vesnice součástí města Pirna.

## Geografie
Zástavba Obervogelgesangu se rozkládá podél cesty na levém břehu Labe. Vesnice se nachází v pískovcové oblasti Saského Švýcarska na území Chráněné krajinné oblasti Saské Švýcarsko. Na západě vsi se nachází skála Königsnase. Vsí prochází železniční trať Děčín–Drážďany, na které leží zastávka Obervogelgesang. Západní částí vesnice prochází Malířská cesta.

## Osobbnosti
- Johann Karl Gottlieb Ehrt (1837–1871), učitel a spisovatel